# Severin Kern
Severin Kern (* 1900 in Zell im Wiesental; † 1986 in Villingen-Schwenningen) war ein deutscher Kommunalpolitiker (CDU).

## Werdegang
Kern war von 1950 bis 1972 Oberbürgermeister der baden-württembergischen Stadt Villingen im Schwarzwald. Gemeinsam mit seinem Schwenninger Amtskollegen Gerhard Gebauer bereitete er die Fusion der beiden Städte am 1. Januar 1972 zur Doppelstadt Villingen-Schwenningen vor.
Er war seit 1921 Mitglied der katholischen Studentenverbindung K.D.St.V. Hohenstaufen Freiburg im Breisgau.

## Ehrungen
- 1972: Ehrenbürger der Stadt Villingen-Schwenningen
- 1973: Großes Verdienstkreuz der Bundesrepublik Deutschland[1]
- Benennung der Severin-Kern-Straße in Villingen-Schwenningen